# کوینتوس تولیوس سیسرو

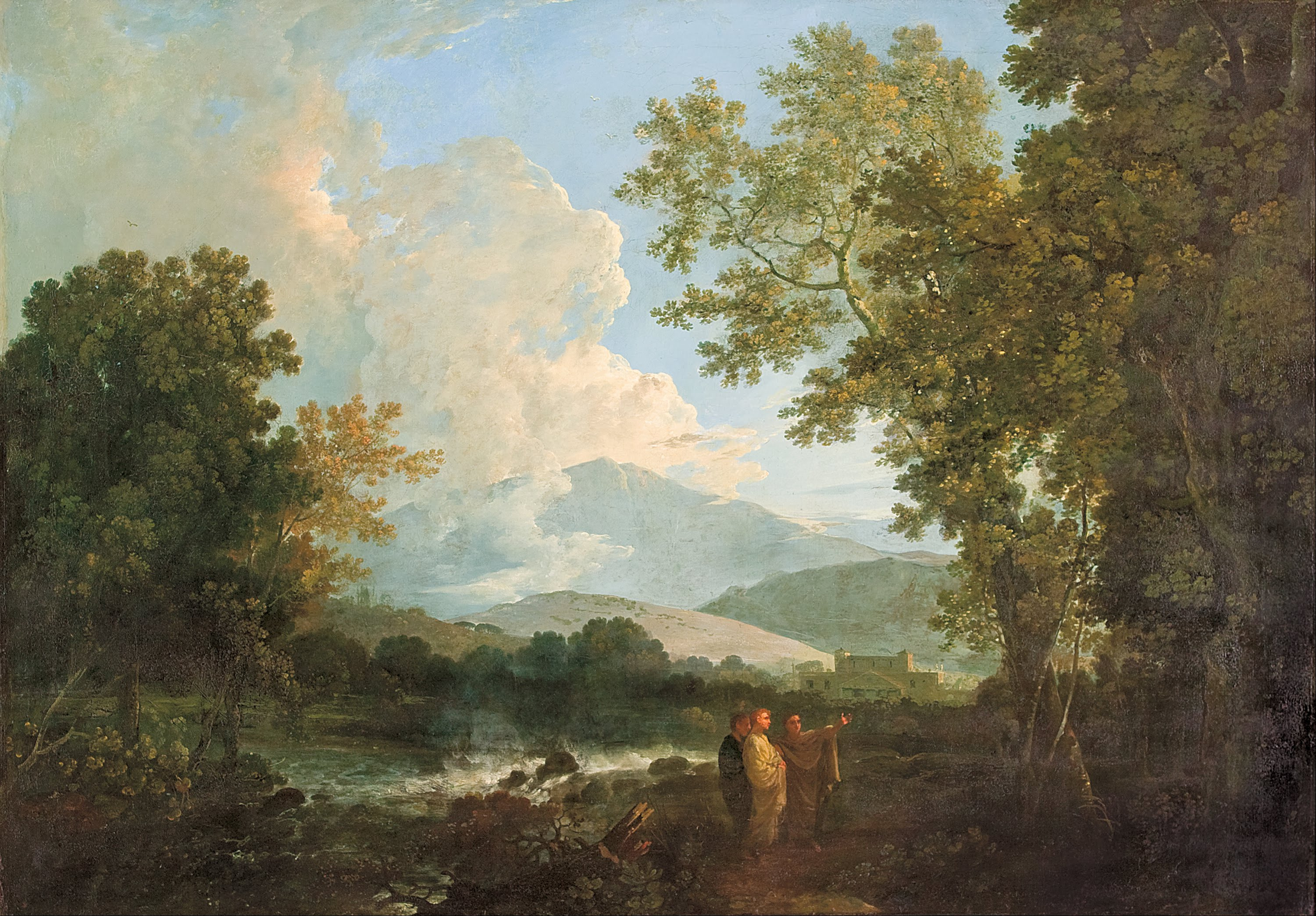
ریچارد ویلسون - سیسرو با دوستش آتیکوس و برادرش کوئینتوس، در ویلای خود در آرپینوم - پروژه هنری گوگل

کوینتوس تولیوس سیسرو (به لاتین: Quintus Tullius Cicero) (زاده حدود ۱۰۲ قبل از میلاد، کشته‌شده در ۴۳ ق. م) سیاستمدار و نظامی جمهوری روم، برادر جوان‌تر مارکوس تولیوس سیسرو و شوهرخواهر دوست او تیتوس پومپونیوس آتیکوس بود.

## سلسله مناصب
کوینتوس در سال ۶۷ قبل از میلاد ادیل، در ۶۲ ق. م پرایتور و در سال‌های ۵۹–۶۱ ق. م در آسیا (استان روم) یک پروپرایتور بود.
او در طول جنگ‌های گالی تحت امر ژولیوس سزار در گالیا به عنوان لگاتوس خدمت کرد. در سال ۵۴ ق. م قوم نروی‌ها تحت رهبری آمبیوریکس ــ که پس از نابود کردن یک لژیون رومی تحت امر کوینتوس تیتوریوس سابینوس و لوکیوس آرانکولیئوس کوتا جرئت یافته‌بودند ــ اردوگاه وی را محاصره کردند اما سزار او را از محاصره نجات داد. پس از آن به‌سراغ برادرش که به پروکنسولی استان کیلیکیه منصوب‌شده‌بود، رفت.
وقتی جنگ داخلی میان سزار و گنایوس پومپیئوس کبیر در ۴۹ ق. م بروز یافت، کوینتوس و برادرش مارکوس ابتدا جانب پومپیئوس (اپتیمات‌ها) را گرفتند اما پس از نبرد فارسالوس که پومپیئوس مغلوب سزار شد، با بخشش از جانب سزار به‌سوی او بازگشتند. در پایان سال ۴۳ ق. م نام او و برادرش در لیست افراد تحت‌پیگردی که پس از تأسیس تریوم‌ویرات دوم منتشر شد، دیده می‌شد چرا که برادرش مارکوس در نطق‌های موسوم به فیلیپیکائه با شور و حرارت پیشنهاد می‌کرد که مارکوس آنتونیوس از سوی سنای روم به‌عنوان «دشمن عامه» اعلام شود؛ آنگاه هر دو برادر (کوینتوس و مارکوس) کشته‌شدند. پسر کوینتوس نیز همزمان با پدرش به قتل رسید و سرهای آنان توسط تریوم‌ویرها (اوکتاویانوس، آنتونیوس و لپیدوس) به فروم رم برده‌شدند.

## زندگی خصوص
ازدواج او با پومپونیا (خواهر تیتوس پومپونیوس آتیکوس) بس نامیمون بود. با وجود آنکه یک نظامی بود، کارهایی ادبی نیز پدیدآورد: در زمینه سالنامه‌نگاری، شعر حماسی، و تراژدی مطالبی نگاشت و نمایشنامههای سوفوکل را به لاتین ترجمه نمود.
او به عنوان یک نویسنده در طول جنگ‌های گالی چهار تراژدی به سبک یونانی نگاشت. سه تای آنان عنوان‌شان Erigones ,Troas و Electra است اما همگی از دست‌رفته‌اند. با این‌حال چهار تا از نامه‌های او برای ما باقی‌مانده‌اند: یک نامه که به برادرش مارکوس و سه تای دیگر که به مارکوس تولیوس تیرو ــ بندهٔ آزاد شدهٔ برادرش مارکوس ــ نگاشت.